# Platypalpus gesticulor
Platypalpus gesticulor är en tvåvingeart som beskrevs av Axel Leonard Melander 1927. Platypalpus gesticulor ingår i släktet Platypalpus och familjen puckeldansflugor.
Artens utbredningsområde är Montana. Inga underarter finns listade i Catalogue of Life.